# Hedychrum rutilans
Hedychrum rutilans (лат.) — вид ос-блестянок. Обитают в основном в Европе (на территории Австрии, Италии, Болгарии, Греции, Франции, Польши, Португалии, Испании, Швейцарии) и Северной Африке.

## Описание
Голова и грудь окрашены в металлический зелёный цвет с красными пятнами, а брюшко — в красный цвет. Окраска более зелёная и частично золотистая у самцов и более золотисто-красная у самок. Тело в некоторой степени волосатое.

## Биология
Клептопаразиты или паразитоиды личинок филантов (Philanthus triangulum (пчелиный волк) и Philanthus coronatus).
Самка откладывает яйца на парализованных пчелиных рабочих, служащих кормом для личинок пчелиных волков, которых самка помещает в свои ячейки для расплода. Личинки осы-блестянки питаются пчелами и личинками пчелиного волка. Взрослые особи вырастают до 4-10 мм в длину и могут встречаться с конца июня по сентябрь, часто питаясь цветами видов Mentha, Achillea millefolium и Euphorbia paralias, а также падевой росой или различными экссудатами. Предпочитают песчаные и теплые места обитания.

## Подвиды
- Hedychrum rutilans var. rutilans  Dahlbom, 1854
- Hedychrum rutilans var. subparvulum  Linsenmaier, 1968
- Hedychrum rutilans var. viridiauratum  Mocsáry, 1889
- Hedychrum rutilans var. viridiaureum  Tournier, 1877